# Zespół dworski w Lądzie
Zespół dworski w Lądzie pochodzi z pierwszej połowy XIX wieku, wpisany do ewidencji pod numerem: 410/152 z 27.09.1988 r., w skład zespołu wchodzi: 
- dwór
- park z licznymi pomnikami przyrody

W dworku mieści się Ośrodek Edukacji Przyrodniczej Nadwarciańskiego Parku Krajobrazowego.